# Milo (métro de Catane)
Pour les articles homonymes, voir Milo.
Milo est une station de la ligne unique du métro de Catane. Elle est située via Bronte dans le quartier Consolazione (it) à Catane, en Italie.

## Situation sur le réseau

Plan du métro.

Établie en souterrain, Milo est une station de passage de la ligne unique du métro de Catane. Elle est située entre la station Cibali, en direction du terminus ouest Nesima, et la station Borgo, en direction du terminus sud-est Stesicoro.
Elle dispose des deux voies de la ligne encadrées par deux quais latéraux.

## Histoire
La station Milo, inaugurée le 30 mars, est mise en service le 31 mars 2017, lors de l'ouverture à l'exploitation du prolongement de 3,1 km de Borgo à Nesima.

## Services aux voyageurs

### Accès et accueil
Accessible par la via Bronte la station dispose d'un unique accès équipé d'escaliers mécaniques et de deux ascenseurs, un situé via Bronte sur la partie haute et l'autre proche de l'accès principal sur la partie basse. La station est accessible aux personnes à la mobilité réduite. Elle est équipée d'automates pour l'achat de titres de transport.

### Desserte
Milo est desservie par les rames qui circulent sur l'unique ligne du réseau, entre Nesima et Stesicoro.

### Intermodalité
Sur la viale Alexander Fleming, des arrêts de bus sont desservis par les lignes 940 et BRT1. Un parking pour les véhicules est aménagé près de l'accès principal et de l'un des ascenseurs.
Par ailleurs, depuis le mois de septembre 2017, une navette routière spécifique à la station effectue toutes les 20 minutes le parcours Station de métro Milo (terminus), Viale Andrea Doria, Cittadella Universitaria est, Policlinico est, Département de l'agriculture, Parking Santa Sofia, Polyclinique Ouest, Citadelle de l'Université Ouest, Station de métro Milo (terminus). 

## À proximité
- Université de Catane
- Istituto nazionale di fisica nucleare